# 高澧
高澧（9世纪—918年）是唐朝末年镇海军节度使钱镠部下湖州刺史、武义军使，后投吳國。
高澧兇殘，史載“嗜殺人而飲血，日暮，必於宅前，後掠行人而食之”。曾官湖州刺史，問底下的人說“吾欲尽杀百姓，可乎？”
天祐十五年（918年），吴国权臣摄政徐温的儿子少摄政徐知训被大将朱瑾所杀。徐温迁怒高澧，一并诛杀。